# Male Grahovše
Male Grahovše so naselje v Občini Laško.